# Richard Empson

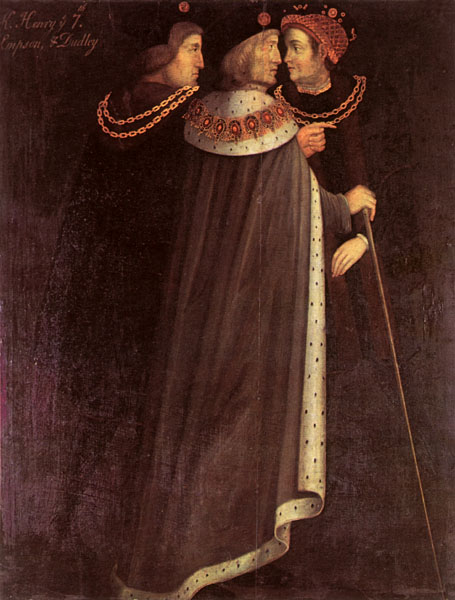
Richard Empson (links) met koning Hendrik VII van Engeland (midden) en Edmund Dudley (rechts).

Richard Empson (circa 1450 - Londen, 17 augustus 1510) was financieel adviseur van koning Hendrik VII van Engeland en van 1491 tot 1492 voorzitter van het Parlement van Engeland.

## Levensloop
Sir Richard Empson was de zoon van Peter Empson uit diens huwelijk met Elizabeth Joseph. Volgens de 16e-eeuwse schrijver John Stow was zijn vader een zevenmaker, maar daar is geen bewijs voor. In ieder geval bezat Peter Empson eigendommen in Towcester en Easton Neston in Northamptonshire.
Richard Empson zelf volgde een opleiding tot advocaat en was heel succesvol in dit beroep. In 1491 werd hij voor Northamptonshire als Knight of the share lid van het Parlement van Engeland en was van 1491 tot 1492 voorzitter van deze assemblee. 
Samen met Edmund Dudley was hij financieel adviseur van koning Hendrik VII en de twee voerden zijn rigoureuze en willekeurige belastingsysteem uit, hetgeen hen zeer impopulair maakte bij de adel. Niettemin bleef Empson in de koninklijke gunst en bij de benoeming van de toekomstige koning Hendrik VIII tot prins van Wales werd hij op 18 februari 1504 tot ridder geslagen. Ook werd hij High Steward van de Universiteit van Cambridge en in 1505 kanselier van het Hertogdom Lancaster.
Na de dood van koning Hendrik VII in april 1509 kwam Empsons carrière ten einde. De nieuwe koning Hendrik VIII liet hem en Edmund Dudley arresteren op verdenking van verraad. Het duo werd ter dood veroordeeld en op 17 augustus 1510 onthoofd op Tower Hill. In 1512 werd hij postuum in ere hersteld.
Tijdens zijn gevangenschap probeerde Dudley de gunst van koning Hendrik VIII te winnen door de verhandeling The Tree of Commonwealth te schrijven, waarin hij een pleidooi hield voor de absolute monarchie. Het document zou Hendrik VIII nooit bereiken, maar er bleven wel verschillende manuscripten bewaard, die vermoedelijk waren opgesteld in opdracht van zijn zoon John Dudley en kleinzoon Robert Dudley.

## Huwelijk en nakomelingen
Richard Empson was gehuwd met ene Jane, wier familienaam onbekend is gebleven. Ze hadden twee zonen (Thomas en John) en vier dochters (Elizabeth, Joan, Mary en Anne).
- Library of Congress Control Number: n85055840
- SNAC: w6kq8pgx
- Virtual International Authority File: 50649172
- WorldCat: E39PBJhmG4KtQpfQmyBgvtjpyd